# Grupa F din preliminariile Campionatului European de Fotbal 2020
Grupa F din preliminariile UEFA Euro 2020 este una din cele zece grupe care decid ce echipe se califică la turneul final al UEFA Euro 2020. Grupa F constă din șase echipe: Insulele Feroe, Malta, Norvegia, România, Spania și Suedia, unde vor juca fiecare cu fiecare tur-retur.
Primele două clasate se vor califica direct la turneul final. Spre deosebire de edițiile anterioare, nu vor exista baraje, ci doar un play-off în care accesul se face conform rezultatelor din Liga Națiunilor UEFA 2018–2019.

## Clasament
| Loc | Echipa         | MJ | V | E | Î | GM | GP | DG  | Pct | Calificare                  |     | Spania | Suedia | Norvegia | România | Insulele Feroe | Malta |
| --- | -------------- | -- | - | - | - | -- | -- | --- | --- | --------------------------- | --- | ------ | ------ | -------- | ------- | -------------- | ----- |
| 1   | Spania         | 10 | 8 | 2 | 0 | 31 | 5  | +26 | 26  | Calificare la turneul final |     | —      | 3–0    | 2–1      | 5–0     | 4–0            | 7–0   |
| 2   | Suedia         | 10 | 6 | 3 | 1 | 23 | 9  | +14 | 21  | Calificare la turneul final |     | 1–1    | —      | 1–1      | 2–1     | 3–0            | 3–0   |
| 3   | Norvegia (X)   | 10 | 4 | 5 | 1 | 19 | 11 | +8  | 17  |                             |     | 1–1    | 3–3    | —        | 2–2     | 4–0            | 2–0   |
| 4   | România (X)    | 10 | 4 | 2 | 4 | 17 | 15 | +2  | 14  |                             | 1–2 | 0–2    | 1–1    | —        | 4–1     | 1–0            |       |
| 5   | Insulele Feroe | 10 | 1 | 0 | 9 | 4  | 30 | −26 | 3   |                             | 1–4 | 0–4    | 0–2    | 0–3      | —       | 1–0            |       |
| 6   | Malta          | 10 | 1 | 0 | 9 | 3  | 27 | −24 | 3   |                             | 0–2 | 0–4    | 1–2    | 0–4      | 2–1     | —              |       |

## Meciuri
Programarea meciurilor a fost publicată de UEFA în aceeași zi cu tragerea la sorți, la 2 decembrie 2018 la Dublin. Orele sunt date în CET/CEST, după cum au fost publicate de UEFA (orele locale, dacă diferă, sunt în paranteză).
| Malta | 2–1             | Insulele Feroe                                                    |
| ----- | --------------- | ----------------------------------------------------------------- |
|       | Raport Wikidata | Kyrian Nwoko⁠(d) 13' Steve Borg⁠(d) 32' (pen.) Jákup Thomsen⁠(d) 53' |

| Suedia | 2–1             | România                                                        |
| ------ | --------------- | -------------------------------------------------------------- |
|        | Raport Wikidata | Claudiu Keșerü 13' Robin Quaison⁠(d) 33' Viktor Claesson⁠(d) 40' |

| Spania | 2–1             | Norvegia                                                             |
| ------ | --------------- | -------------------------------------------------------------------- |
|        | Raport Wikidata | Rodrigo Moreno 16' Joshua King⁠(d) 20' (pen.) Sergio Ramos 26' (pen.) |

| Malta | 0–2             | Spania                 |
| ----- | --------------- | ---------------------- |
|       | Raport Wikidata | Álvaro Morata 31', 28' |

| Norvegia | 3–3             | Suedia |
| -------- | --------------- | --- |
|          | Raport Wikidata | Joshua King⁠(d) 14' Viktor Claesson⁠(d) 25' Håvard Nordtveit⁠(d) 41' (aut.) Bjørn Maars Johnsen⁠(d) 41' Robin Quaison⁠(d) 46' Ola Kamara⁠(d) 52' |

| România | 4–1             | Insulele Feroe                                                                                   |
| ------- | --------------- | ------------------------------------------------------------------------------------------------ |
|         | Raport Wikidata | George Pușcaș 18' Ciprian Deac 26' Claudiu Keșerü 29', 33', 32' Viljormur Davidsen⁠(d) 40' (pen.) |

| Insulele Feroe | 1–4             | Spania                                                                                                |
| -------------- | --------------- | --- |
|                | Raport Wikidata | Sergio Ramos 6' Jesús Navas 19' José Luis Gayà 26' Klæmint Olsen⁠(d) 30' Teitur Gestsson⁠(d) 34' (aut.) |

| Norvegia | 2–2             | România                                                                   |
| -------- | --------------- | ------------------------------------------------------------------------- |
|          | Raport Wikidata | Tarik Elyounoussi⁠(d) 11' Martin Ødegaard 25' Claudiu Keșerü 32', 47', 31' |

| Suedia | 3–0             | Malta                                                        |
| ------ | --------------- | ------------------------------------------------------------ |
|        | Raport Wikidata | Robin Quaison⁠(d) 2' Viktor Claesson⁠(d) 5' Alexander Isak 36' |

| Insulele Feroe | 0–2             | Norvegia                            |
| -------------- | --------------- | ----------------------------------- |
|                | Raport Wikidata | Bjørn Maars Johnsen⁠(d) 4', 39', 38' |

| Malta | 0–4             | România                                                                 |
| ----- | --------------- | ----------------------------------------------------------------------- |
|       | Raport Wikidata | George Pușcaș 7' George Pușcaș 29' Alexandru Chipciu 34' Dennis Man 46' |

| Spania | 3–0             | Suedia                                                               |
| ------ | --------------- | -------------------------------------------------------------------- |
|        | Raport Wikidata | Sergio Ramos 19' (pen.) Álvaro Morata 40' (pen.) Mikel Oyarzabal 42' |

| Insulele Feroe | 0–4             | Suedia                                                           |
| -------------- | --------------- | ---------------------------------------------------------------- |
|                | Raport Wikidata | Alexander Isak 12', 15' Victor Lindelöf 23' Robin Quaison⁠(d) 41' |

| Norvegia | 2–0             | Malta                                                            |
| -------- | --------------- | ---------------------------------------------------------------- |
|          | Raport Wikidata | Sander Berge⁠(d) 34', 33' Joshua King⁠(d) 45+1' (pen.), 45' (pen.) |

| România | 1–2             | Spania                                                    |
| ------- | --------------- | --------------------------------------------------------- |
|         | Raport Wikidata | Paco Alcácer 2' Florin Andone 14' Sergio Ramos 29' (pen.) |

| România | 1–0             | Malta            |
| ------- | --------------- | ---------------- |
|         | Raport Wikidata | George Pușcaș 2' |

| Spania | 4–0             | Insulele Feroe                                    |
| ------ | --------------- | ------------------------------------------------- |
|        | Raport Wikidata | Rodrigo Moreno 13', 5' Paco Alcácer 45', 48', 44' |

| Suedia            | 1–1             | Norvegia               |
| ----------------- | --------------- | ---------------------- |
| Emil Forsberg 15' | Raport Wikidata | Stefan Johansen⁠(d) 45' |

| Insulele Feroe |        | România |
| -------------- | ------ | ------- |
|                | Raport |         |

| Malta |        | Suedia |
| ----- | ------ | ------ |
|       | Raport |        |

| Norvegia |        | Spania |
| -------- | ------ | ------ |
|          | Raport |        |

| Insulele Feroe |        | Malta |
| -------------- | ------ | ----- |
|                | Raport |       |

| România |        | Norvegia |
| ------- | ------ | -------- |
|         | Raport |          |

| Suedia |        | Spania |
| ------ | ------ | ------ |
|        | Raport |        |

| Norvegia |        | Insulele Feroe |
| -------- | ------ | -------------- |
|          | Raport |                |

| România |        | Suedia |
| ------- | ------ | ------ |
|         | Raport |        |

| Spania |        | Malta |
| ------ | ------ | ----- |
|        | Raport |       |

| Malta |        | Norvegia |
| ----- | ------ | -------- |
|       | Raport |          |

| Spania |        | România |
| ------ | ------ | ------- |
|        | Raport |         |

| Suedia |        | Insulele Feroe |
| ------ | ------ | -------------- |
|        | Raport |                |

## Disciplină
Un jucător este automat suspendat pentru următorul meci în cazul următoarelor infracțiuni:
- Cartonaș roșu (suspendările în acest caz pot fi mărite pentru infracțiuni grave)
- Trei cartonașe galbene în trei meciuri diferite, apoi ca al cincilea cartonaș galben și fiecare cartonaș galben după acesta (suspendările pentru cartonașe galbene se reportează pentru play-off, dar nu și la turneul final sau la alte meciuri internaționale viitoare)